# Mandell Creighton

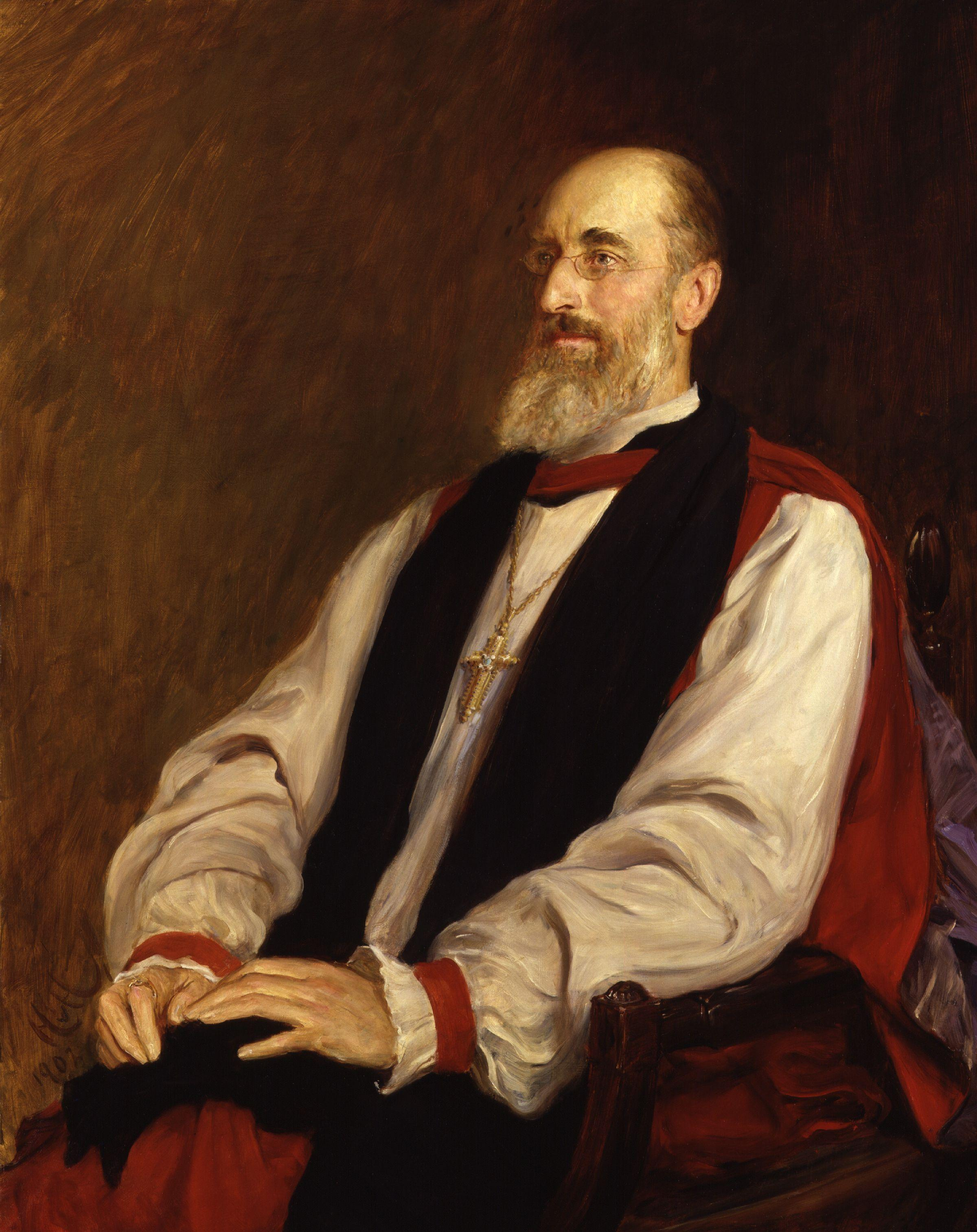
Mandell Creighton, Hubert von Herkomer, 1902

Mandell Creighton, född 5 juli 1843, död 14 januari 1901, var en engelsk historiker, präst i Church of England och biskop av London.

## Biografi
Creighton föddes i Carlisle, som äldste son till Robert Creighton. Han studerade vid Durham School och senare på Merton College, Oxford, där han fick tjänst som doktorand 1862. Han uppnådde examen i litteraturvetenskap, juridik och nutidshistoria 1866, samma år som han blev lärare och medlem vid Merton. Han blev dekan 1870 och prästvigdes 1873. 
1872 gifte han sig med Louise von Glehn (1850-1936), som var en framgångsrik författare till flera större historiska verk. Creighton hade själv publicerat flera mindre historiska arbeten, men hans administrativa ansvar på universitetet gav honom allt mindre tid över till att skriva. 
1875 accepterade han en tjänst som kyrkoherde i Embleton i Northumberland nära Dunstanburgh. Kyrkan i Embleton var en äldre kyrka med en prästgård i närheten av biblioteket i Bamburgh Castle. Familjen stannade där i nästan tio år, medan Creighton fick erfarenhet av församlingsarbete och hade privatelever vid sidan av församlingens skötsel. 
Han blev även kontraktsprost i Alnwick, hedersledamot i Newcastle upon Tyne, och kaplan åt biskopen Samuel Wilberforce. I Embleton planerade och skrev han de första två volymerna av sitt huvudsakliga historiska verk, History of the Papacy, som delvis låg till grund för hans utnämnande till professor i kyrkohistoria vid universitetet i Cambridge 1884. Tjänsten var relativt nyinrättad och han tillträdde den tidigt under 1885.

## Cambridge
Cambridge märkte omedelbart av hans närvaro, särskilt då han reorganiserade den historiska fakulteten. 1866 gick han samman med andra historiker för att skapa English Historical Review, vilken han var ansvarig utgivare för under fem år. Sina lediga stunder tillbringade han i Worcester, där han hade utsetts till domprost 1885. 1891 erbjöds han samma tjänst i Windsor, men tillträdde aldrig då han blev erbjuden ämbetet som biskop av Peterborough. 
Han arbetade tillsammans med ärkebiskop Edward White Benson i frågan om den nya församlingslagen 1894 och samma år blev han den förste ordföranden i sällskapet Church Historical Society, ett uppdrag han höll resten av sitt liv. Han deltog i åminnelsen av William Laud 1895 och representerade den engelska kyrkan vid tsarens kröning året därpå. Han hade även tid för akademiskt arbete, och höll Hulsean-föreläsningarna (1893-1894) och Rede-föreläsningen (1894) i Cambridge, samt Romanes-föreläsningen i Oxford (1896).

## Biskop av London
År 1897, då Frederick Temple blev ärkebiskop av Canterbury, utsågs Creighton till biskop av London. Under doktor Temples tid som biskop hade många avvikande ritualproblem växt fram, vilket gav efterträdaren flera svåra uppgifter och Creighton möttes av allmänt missnöje. Hans försök att förena de olika utövandena ledde till flera missförstånd, men hans administration gjorde mycket för att bevara freden. Han arbetade hårt för att övertala prästerna i stiftet att acceptera hans ledning i fråga om sakramenten och användandet av rökelse under ceremonierna, i enlighet med ärkebiskopens bedömningar. 
Creighton var ändå tvungen att lägga in sitt veto mot prästerskapet, som hade olika politiska ståndpunkter. Han arrangerade en "rundabordetkonferens" mellan de olika företrädarna i Fulham i oktober 1900, om "läran om nattvarden och dess uttryck i ritualer" och en rapport om dess framåtskridande publicerades med ett förord av honom.
Creighton var en skicklig administratör och förstod Engelska kyrkans speciella position, och bevarade med fast hand dess väsentliga undervisning. Ändå var han ingen trångsynt anglikan eller blind för kyrkans brister. Då han var historiker innan han blev biskop blev hans historiska förnuft roten till hans allmänna attityd som biskop.
Han var den förste biskopen i London sedan reformationen som framträdde i mitra och kåpa och var mycket noggrann med bruket av ceremonierna. Hans intressen gick långt utanför kyrkan och han deltog i alla former av välgörenhetsarbete i stiftet, såväl socialt, utbildningsinriktat, politiskt som religiöst. Alla dessa aktiviteter ledde till att han oväntat avled sommaren 1900. Han är begravd i St Paul's Cathedral, där det också finns en staty till hans minne.